# Anna Davia
Anna Davia, född 16 oktober 1743 i Nebiù i Italien, död 1810 i Italien, var en italiensk operasångare. 
Anna Davia var dotter till Osvaldo och Maddalena da Via; gift med Giovanni Bernucci, en borgare i Genua, som var känd som "Herr Davia". Enligt hennes utgivna biografi hade hon inte fått någon utbildning utan påbörjat sin karriär då maken ruinerades; för en medlem av borgarklassen var hennes yrke exceptionellt. 
Davia debuterade i Domenico D'Amicis italienska opera i Amsterdam 1761. Under en konflikt med D'Amici förhindrades hon att uppträda, vilket förorsakade en uppmärksammad konflikt med publiken, som bojkottade föreställningen. Hon uppträdde 1777 i Warszawa, och från 1779 till 1785 i Sankt Petersburg, där hon gjorde succé. År 1782 belönades hon med ett kontrakt av kejsarinnan Katarina II själv, vilket motsvarar en årlig inkomst på 2800 rubel. 
Davia var sedan aktiv i Italien fram till 1803, då hon avslutade sin karriär. Hon ska ha avlidit i fattigdom.